# Eriopyga rubifer
Eriopyga rubifer là một loài bướm đêm trong họ Noctuidae.